# Nikipiełowka
Nikipiełowka (ros. Никипеловка) – wieś (ros. деревня, trb. dieriewnia) w zachodniej Rosji, w sielsowiecie korieniewskim rejonu korieniewskiego w obwodzie kurskim.

## Geografia
Miejscowość położona jest nad rzeką Kriepna (dopływ Sejmu), 2 km od centrum administracyjnego sielsowietu korieniewskiego (wieś Korieniewo), 3,5 km od centrum administracyjnego rejonu (osiedle Korieniewo), 94 km od Kurska.

## Demografia
W 2010 r. miejscowość zamieszkiwały 132 osoby.